# Lemont (Pensilvania)
Lemont es un lugar designado por el censo ubicado en el condado de Centre en el estado estadounidense de Pensilvania. En el año 2000 tenía una población de 2,116 habitantes y una densidad poblacional de 661 personas por km².

## Historia
El pueblo era conocido históricamente como "El Fin de la Montaña". Lemont recibió su nombre francés en 1885 cuando se convirtió en una parada de tren entre Lewisburg y Bellefonte. Lemont se convertiría en una importante pueblo entre los valles de Penns y Nittany, con bancos, herrerías, joyerías, clínicas, escuelas, hoteles e iglesias.

## Geografía
Lemont se encuentra ubicado en las coordenadas 40°48′36″N 77°50′35″O / 40.81000, -77.84306.

## Demografía
Según la Oficina del Censo en 2000 los ingresos medios por hogar en la localidad eran de $40,179 y los ingresos medios por familia eran $67,000. Los hombres tenían unos ingresos medios de $42,134 frente a los $31,447 para las mujeres. La renta per cápita para la localidad era de $25,253. Alrededor del 7.7% de la población estaba por debajo del umbral de pobreza.